# 国際緊急援助隊の派遣に関する法律
国際緊急援助隊の派遣に関する法律（こくさいきんきゅうえんじょたいのはけんにかんするほうりつ、昭和62年9月16日法律第93号）は、国際緊急援助隊の海外派遣に関する法律である。略称としてはJDR法。

## 概要
海外の大規模災害に対して、要請に応じて国際緊急援助隊を派遣して、国際協力の推進に寄与することを目的としている（第1条）。
救助活動、医療活動、災害応急対策及び災害復旧のための活動を国際緊急援助隊の任務とする（第2条）。